# Falaropo-de-bico-fino

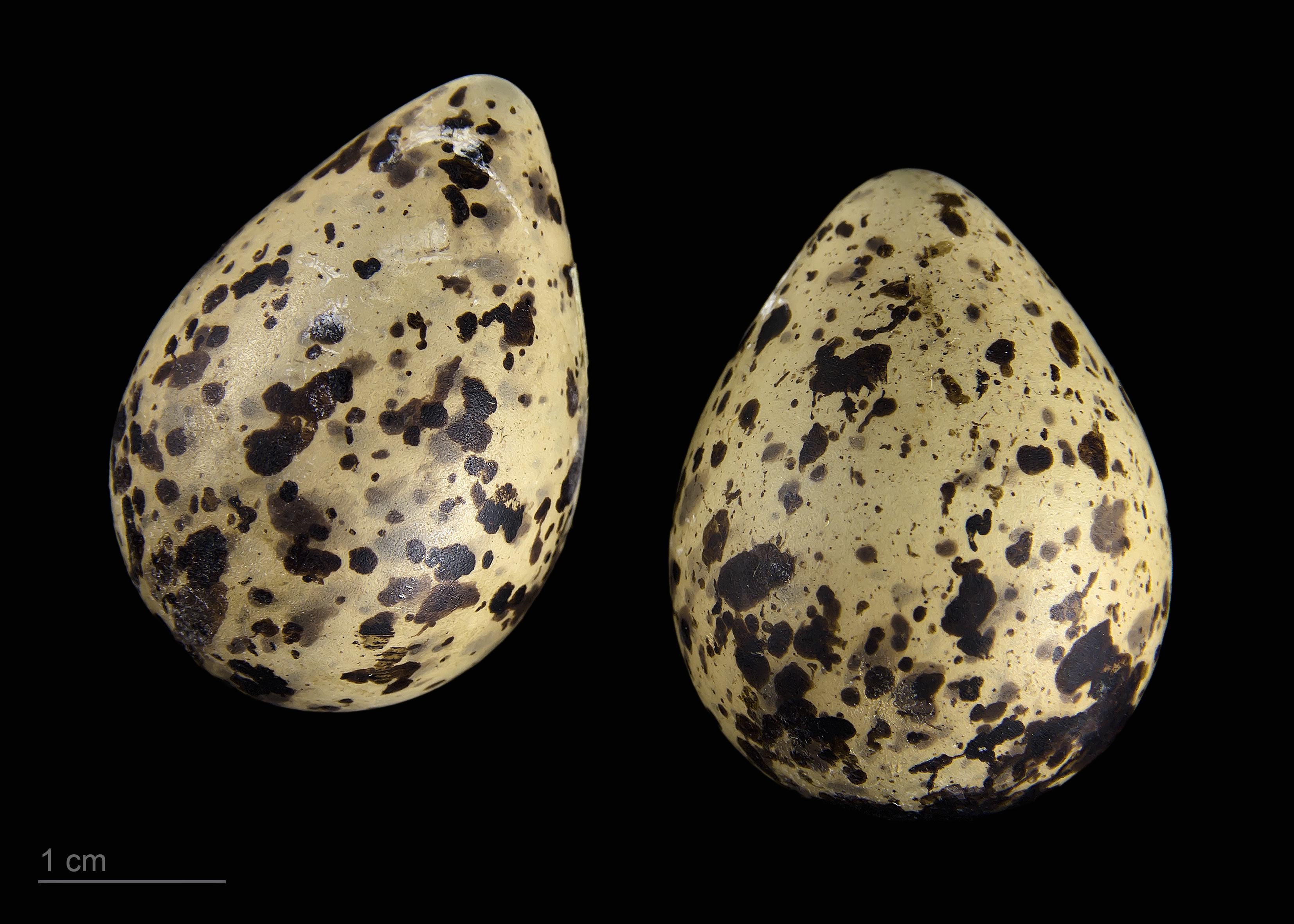
Phalaropus lobatus - MHNT

O falaropo-de-bico-fino (Phalaropus lobatus), também conhecido como pisa-n'água-de-pescoço-vermelho (no Brasil), tal como os outros géneros da mesma espécie, é uma ave invulgar por a fêmea ser mais colorida que o macho e ter papel dominante na corte. Na maior parte das outras aves, passa-se o contrário. Também é o macho que encuba os ovos e cuida das crias, podendo estas desembaraçar-se sozinhas cerca de 3 semanas depois.
Quando o Inverno do Ártico se instala, estes falaropos migram para sul, para zonas mais quentes.

## Subespécies
A espécie é monotípica (não são reconhecidas subespécies).